# Oljenedbrytande mikroorganismer
Oljenedbrytande mikroorganismer är mikroorganismer som kan bryta ner olja, främst mineralolja.
Dessvärre kan ingen enskild mikroorganism, svamp eller bakterie bryta ner alla de olika molekylära strukturerna av oljan utan det finns flera tusentals mikroorganismer som ger sig på de olika komponenterna i oljan. Den vanligaste nedbrytningstypen är via aerobisk andning där bakterien andas in syre och bränner den absorberade kolvätena.  Mikroorganismer förstör all oljan via sin metabolism. 
Den största anledningen till att dessa organismer har fått nytt intresse av vetenskapsmännen är deras verksamhet vid oljesanering av oljeutsläpp efter till exempel fartygsolyckor där enorma mängder olja kan ränna ut i havet. Oljan i havet kommer bara inte från den mänskliga faktorn utan också från undervattens reservoarer där olja finns lagrat och då och då sipprar ut i havet. Detta har pågått i miljontals år vilket har lett till att olika mikrober blivit riktigt bra på att bryta ner den oljan.
Nedbrytningsprocessen är långsam. Mikroorganismer kan bryta ner kolväten och skapar biprodukter som koldioxid och lipider. Ju större kolvätet är desto längre tid tar nedbrytnings processen för mikroorganismen. Efter att mikroberna brutit ner oljan dör de naturligt efter cirka 60 dagar på grund av brist på föda.
Även om oljenedbrytande har möjlighet att reducera skadorna som orsakas av oljan så har nedbrytningen sina negativa sidor. När mikroorganismerna bryter ner olja så använder de syre och får en restprodukt av koldioxid, precis som hos människor. När mikroberna dör så går det åt ännu mer syre och detta kan leda till att den före detta oljekontaminerade miljön blir syrefattig och obeboelig för de många tidigare havsvarelserna.